# Travancas
Travancas ist ein Ort und eine ehemalige Gemeinde (Freguesia) im portugiesischen Kreis Chaves. Die Gemeinde hatte 405 Einwohner (Stand 30. Juni 2011).
Am 29. September 2013 wurden die Gemeinden Travancas und Roriz zur neuen Gemeinde União das Freguesias de Travancas e Roriz zusammengeschlossen. Travancas ist Sitz dieser neu gebildeten Gemeinde.